# アスラン (ナルニア国ものがたり)
アスラン（Aslan）は、C・S・ルイスの『ナルニア国物語』シリーズにおける主要なキャラクターである。アスランはシリーズ7作全てに登場する唯一のキャラクターである。ルイスはしばしばアスランに関する「lion」という単語を大文字で書いた。これはアスランがイエス・キリストと似るためである。
アスランはもの言う（人間の言葉を話す）ライオンとして描かれ、森の王、海のかなたの大帝の息子、ナルニアの全ての一の王の上に立つ王と称される。「アスラン」はトルコ語でライオンを意味する。

## 『ナルニア国物語』での役割
アスランは『ライオンと魔女』で初めて登場する。アスランはまずビーバーさんによって言及され、ビーバーさんはペベンシー家のこどもたち（ピーター、スーザン、エドマンド、ルーシィ）に「アスランが動きはじめた」ことを伝える。ビーバーさんはアスランをナルニアのまことの王であり、（アダムのむすこ、イブのむすめとして）こどもたちは白い魔女の暴君的な支配を終わらせるのを助けるために選ばれたのだ、と説明する。エドマンドは、最初にナルニアを訪れた時に魔法のプリン（原語版ではターキッシュ・ディライト）を食べたことによって白い魔女に魅了されており、兄弟を裏切って白い魔女に密告する。エドマンドが救出された後、白い魔女は裏切りのためエドマンドの処刑を要求する。アスランはエドマンドの代わりに自らが処刑されることを申し出て、魔女は石舞台の上でアスランを処刑する。しかしながら、アスランは死からよみがえり、信奉者を勝利に導き、たたかいの中で魔女を殺し、魔女が石に変えていた囚人を解放し、ペベンシー家のこどもたちをナルニアの王と女王とする。
『カスピアン王子のつのぶえ』では、アスランはナルニアの正当な王であるカスピアンが王位を強奪したおじのミラーズを倒し、ナルニアに自由を取り戻すのを助けるために、ペベンシー兄弟を彼らの世界からナルニアへと連れ戻す。
『朝びらき丸 東の海へ』は東の果てにあるアスランの国を探すカスピアン王の航海の旅を描く。エドマンドとルーシィ・ペベンシーはいとこで扱いにくいユースチスと共にナルニアへと運ばれる。この旅のひところで、ユースチスは魔法にかかり竜となる。アスランはユースチスを魔法から救い出す。アスランはまた様々な危険に直面する航海者らを導く。彼らが世界の果てに到着すると、アスランは子ひつじとして姿を表わし、続いて普段のライオンの姿に戻る。アスランはリーピチープ（もの言うネズミ）にアスランの国への道を示す。
『銀のいす』では、アスランはユースチスと彼のクラスメートのジルをナルニアへ送る。アスランはジルに、彼女とユースチスがカスピアン王のむすこリリアン王子（何年も前に行方不明となった）を探す冒険の旅を任されていると説明し、旅を導く4つの「しるべ」を与える。アスランは物語の最後までこれ以上登場しないが、彼のしるべが冒険の旅の要となる。アスランがユースチスとジルを彼らの世界に戻した時、アスランは彼らの学校のいじめっ子をこわがらせるために自らの姿をいじめっ子達に見せる。
『馬と少年』は、ピーター王、スーザン女王、エドマンド王、ルーシィ女王の治世中に起こる。『馬と少年』全編にわたるアスランの影響は最初は登場人物達から隠されている。こっそりと、アスランは赤ん坊のアーケン国のコール王子を敵から救い出し、カロールメン人の漁師の手に託す（漁師はコール王子を奴隷とし、シャスタと呼んだ）。知恵のないライオンを装ったアスランはシャスタともの言う馬ブリーを追い掛け、旅の道連れ（アラビスとフイン）に出会わせる。彼らは、シャスタとブリーと同じように、カロールメン国からナルニアへと逃れているところである。猫の姿で、アスランは昔の王たちの墓においてシャスタを慰める（しかしライオンとして、アスランはシャスタをジャッカルから守る）。攻撃が差し迫ったアーケン国への警告が間に合うようにブリーとフインが辿り着けるように彼らを追い掛けたのはアスランである。アーケン国への攻撃が破られた後、アスランは攻撃者であるカロールメンのラバダシ王子をロバに変えた。この「症状」を治療するためには、ラバダシはタシバーンにあるカロールメンの神タシの神殿にいなければならない。
『魔術師のおい』では、アスランによるナルニアの創造、アスランによるナルニアの最初の王と女王の戴冠、動物の一部にしゃべる力を授ける物語が語られる。アスランは2人の主要登場人物、ディゴリー・カークとポリー・プラマーに、邪悪な魔女ジェイディス（後に白い魔女となる）がナルニア人に大いなる脅威を与えるだろうと伝える。アスランはディゴリーとポリーに、ナルニアに植えられた時にジェイディスからナルニアを守護することになる魔法のリンゴを探す冒険の旅を課す。
『さいごの戦い』はナルニア世界の終焉の物語である。アスランは物語の終盤まで登場しない。ユースチス・スクラブとジル・ポールは命懸けで戦うチリアン王らを助けるためにナルニアへ運ばれる。ナルニア人は攻撃者によって楽園と通じるステーブルドアを通ることを余儀なくされる。アスランはピーター王やその他のナルニアの友と友にそこにいる。そして、ナルニアは滅ぶ。アスランはピーター王にナルニアへの扉を閉めるよう命じ、彼らをアスランの国（まことのナルニア）へと導く。ディゴリー、ポリー、ピーター、エドマンド、ルーシィ、ユースチス、ジルは彼らが（彼らの世界では）死んでおり、アスランの国へと移されたことを知る。

## 影響

### キリスト教徒の解釈
アスランはオリジナルキャラクターと読むことができるが、キリストとの類似点がある。作者によれば、アスランはキリストの寓話的肖像ではなく、むしろキリスト自身の想像上の化身である。
アスランが実体のない神を現わしていたとすれば、アスランは寓話的人物だろう。しかし現実には、アスランは「もしナルニアのような世界が本当に存在し、キリストがその世界において我々の世界で実際に行ったように受肉し、死に、復活することを選んだとしたら、（キリストは）どのようにになるのだろうか?」という疑問への想像上の答えを与える発明である。これは全くアレゴリーではない。
この解釈はJ・R・R・トールキンの1947年のエッセイ『妖精物語について』において詳しく述べられている「準創造（sub-creation）」の概念と関連している。これは、ルイスとトールキンがインクリングズで行なった議論を反映している。
最後の手紙の一編において、ルイスは以下のように書いている:「ナルニアはもの言う獣の世界であるため、私は彼（キリスト）がここでは人間になったのだから、そこではもの言う獣になるだろうと考えた。私は彼（キリスト）がそこではライオンになると描いた。なぜなら、 (a) ライオンは獣の王と考えられている、(b) キリストは聖書において「ユダの獅子」と呼ばれている、(c) 私はこの作品を書き始めた時に彼（キリスト）がライオンとなる奇妙な夢を見た、ためである。」
アスランの死と復活とイエスの死と復活との間の類似性が言及されている。ある著者は、イエスのように、アスランは死の前に嘲られ、悼まれ、そして亡骸が横たわった場所からいなくなったことが発見される、と述べている 。
『さいごの戦い』におけるカロールメン人へのアスランの言葉（「タシにつくすほんとの信心は、わたしに通ずるのだ（中略）タシにまことをちかって、そのちかいを守る者があれば、その者が知らないにせよ、その者がまことにちかったあいては、じつはわたしなのだ。またその者にむくいを与えるのも、このわたしだ。 」）は、偽りの神（タシ）に仕えたものであったとしてもカロールメン人が行った善行を承認している。これらの言葉は非明示的に包括主義を是認しているため論争の的になっている。

## 映画での描写
2005年の映画『ナルニア国物語/第1章: ライオンと魔女』では、CGIのアスランが登場し、リーアム・ニーソンが声を担当した。ニーソンは2008年の続編『ナルニア国物語/第2章: カスピアン王子の角笛』と2010年の3作目『ナルニア国物語/第3章: アスラン王と魔法の島』でもアスランの声を務めた。